# Albertina Carri
Albertina Carri (Buenos Aires, 1973) è una regista cinematografica, sceneggiatrice e attrice argentina.

## Biografia
Figlia del sociologo Roberto Carri e di Ana Maria Caruso, perde a soli 4 anni entrambi i genitori, desaparecidos della dittatura militare di Videla, passa quindi l'infanzia coi nonni e le due sorelle. Dopo aver studiato sceneggiatura presso la Fundacion Universidad del Cine di Buenos Aires, nel 1998 comincia a lavorare al suo primo film No quiero volver a casa che uscirà nel 2001. Fin dall'inizio la sua attività di cineasta spazia in vari ruoli, dalla ripresa al montaggio e finanche la produzione di alcuni
dei propri film.

## Filmografia
La famiglia è il punto centrale dei film della Carri. In No quiero volver a casa è la famiglia da cui allontanarsi per guadagnare la propria identità. Nell'autobiografico Los rubios, che riceve riconoscimento e attenzione al Festival Internacional de Cine Independiente di Buenos Aires, i biondi sono i due genitori che la regista ha potuto conoscere esclusivamente come assenze. In Geminis, selezionato per il Festival di Cannes (Quinzaine), viene rappresentata la famiglia borghese, così chiusa in una presunta autosufficienza di classe da arrivare all'incesto. Anche il film la rabia è una storia di ispirazione familiare.

### Lungometraggi
Di tutti i lungometraggi è sia sceneggiatrice che regista.
- No quiero volver a casa (2001)
- Historias de Argentina en vivo documentario (2001)
- Los Rubios documentario (2003)
- Geminis (2005)
- La rabia (2008)
- Cuatreros (2016)
- Las hijas del fuego (2018)

### Cortometraggi
- Excursiones (2001)
- Aurora (2001)
- Barbie, tambien puede estar triste (2003)
- Restos (2010)
- Pets (2012)